# Дриженко, Василий Алексеевич
Василий Алексеевич Дриженко (1913—1980) — бригадир шахтёров-забойщиков  треста «Краснодонуголь», Герой Социалистического Труда. Кавалер орденов Красной Звезды, Ленина и «Знак Почета».

## Биография
Родился в семье бывших крепостных крестьян села Олянино Оситняжской волости Чигиринского уезда Киевской губернии (ныне Каменский район Черкасской обл. Украины). В 1933 году приехал в посёлок Краснодон Луганской области Украинской ССР. Трудился на шахте № 5 газомерщиком, коногоном, а затем стал учеником забойщика шахты № 18а.
С начала Великой Отечественной войны — июня 1941-го, в рядах Красной Армии, служил в штабе 395-й («шахтерской») стрелковой дивизии Южного фронта.  С февраля 1944 года — вновь в Красной Армии. В апреле 1945 года — гвардии рядовой, сапёр 71-го отдельного гвардейского саперного батальона 62-й гвардейской стрелковой дивизии 3-го Украинского фронта. За мужество и героизм, проявленные в боях, награждён боевой медалью «За боевые заслуги»  и орденом Красной Звезды.
Демобилизовавшись из Красной Армии, вновь стал трудиться на своей родной шахте, которая была восстановлена после того как её разрушили немецко-фашистские заватчики. Стал бригадиром забойщиков шахтоуправления № 18-20 треста «Краснодонуголь». Бригада вышла в передовые на шахте, в районе и даже в области. Она выполняла план на 140—150 %. Его бригада ежедневно выдавала сверх задания 15 тонн угля.
Указом Президиума Верховного Совета СССР от 26 апреля 1957 года за выдающиеся успехи, достигнутые в деле развития угольной промышленности в годы пятой пятилетки и в 1956 году, Дриженко Василию Алексеевичу присвоено звание Героя Социалистического Труда с вручением ордена Ленина и золотой медали «Серп и Молот». 
В дальнейшем вышел на пенсию. Избирался депутатом районного Совета народных депутатов.
Умер в 1980 году. Похоронен в п. Краснодон.

## Награды, звания
- 1945 — орден Красной Звезды (18.04.1945),
- 1957 — присвоено звание Герой Социалистического Труда
- 1957 — орден Ленина (26.04.1957),
- 1957 — медаль «Серп и Молот»,
- 1962 — орден «Знак Почета»,
- 1945 — медаль «За боевые заслуги» (06.03.1945).